# Шейнис, Виктор Леонидович
Ви́ктор Леони́дович Ше́йнис (16 февраля 1931, Киев, Украинская ССР — 25 июня 2023) — советский и российский политический деятель, экономист, политолог, член Политического комитета партии «Яблоко». Доктор экономических наук.

## Образование
Родился в еврейской семье. Окончил исторический факультет Ленинградского государственного университета. С 1966 года — кандидат экономических наук (экономический факультет Ленинградского государственного университета, тема диссертации: «Португальский колониализм в Африке: Экономические проблемы и тенденции развития в послевоенный период»). С 1982 года — доктор экономических наук (Институт мировой экономики и международных отношений АН СССР (ИМЭМО), тема диссертации: «Экономический рост, социальные процессы и дифференциация развивающихся стран: проблемы и противоречия»). Профессор.

## Работа и политический протест
В 1954—1957 годах — работал учителем истории в ленинградской школе № 107. В 1957—1958 годах — аспирант Института востоковедения АН СССР.
В 1957 году Шейнис при участии других авторов написал статью «Правда о Венгрии», критикующую советское вторжение в Венгрию. В 1958 году за этот поступок был исключен из комсомола и аспирантуры.
В 1958—1964 годах — рабочий Кировского (бывший Путиловский) завода в Ленинграде.

## Научная деятельность
В 1964—1975 годах — аспирант, затем ассистент, доцент кафедры экономики современного капитализма Ленинградского университета. Преподавал экономику зарубежных стран. Был вынужден оставить преподавательскую работу в университете из-за политической «неблагонадёжности».
В 1975—1977 годах — старший научный сотрудник Института социально-экономических проблем АН СССР (г. Ленинград). С 1977 года — старший научный сотрудник, ведущий научный сотрудник, главный научный сотрудник ИМЭМО АН СССР (до избрания депутатом Государственной думы). С 2000 года — вновь главный научный сотрудник ИМЭМО РАН.
Профессиональные интересы: вначале — экономические и социальные процессы в развивающихся странах, затем — российский переход от тоталитаризма к демократии: политические и правовые аспекты (конституционный процесс, избирательное законодательство и избирательная практика, парламент и парламентаризм, партийно-политическая система, внешнеполитическое обеспечение).

## Политическая деятельность
С 1988 года — участник клуба «Московская трибуна».
В 1990 году был избран народным депутатом РСФСР по Севастопольскому избирательному округу № 47 Москвы после того, как его соперник Игорь Суриков снял свою кандидатуру под давлением избирательной комиссии. В 1991 году был активным противником ГКЧП. В 1991—1993 годах — член Совета Республики Верховного Совета России, заместитель ответственного секретаря Конституционной комиссии Верховного Совета России. На Съезде народных депутатов России был одним из организаторов фракции «Согласие ради прогресса», которая в целом поддерживала политику Б. Ельцина, однако выступала против неконституционного роспуска парламента.
12 декабря 1991 года, являясь членом Верховного Совета РСФСР, проголосовал за ратификацию беловежского соглашения о прекращении существования СССР.
В 1993—1994 годах — заместитель председателя Комиссии законодательных предположений при Президенте Российской Федерации. Один из авторов Конституции РФ.
В декабре 1993 года избран депутатом Государственной думы по федеральному списку избирательного объединения «Блок Явлинский-Болдырев-Лукин», одним из основателей которого был. Вошёл в состав фракции «Яблоко», член Комитета по законодательству и судебно-правовой реформе.
В декабре 1995 года избран депутатом Государственной думы по федеральному списку избирательного объединения «Яблоко». Вошёл во фракцию «Яблоко», член Комитета Государственной Думы по законодательству и судебно-правовой реформе.
В годы советской власти был членом КПСС. В дальнейшем был членом Российской демократической партии «Яблоко». Теоретик и практик российского парламентаризма.
23 мая 2010 года участвовал в качестве наблюдателя на парламентских выборах в непризнанной Нагорно-Карабахской Республике, после чего был включён Министерством иностранных дел Азербайджана в список персон нон грата за нарушение «Закона о государственной границе» Азербайджанской Республики; Баку считает контролируемые НКР территории «оккупированными». Сам Шейнис прокомментировал этот факт так: «Это я переживу».
Скончался 25 июня 2023 года на 93-м году жизни после продолжительной болезни. Похоронен на Хованском кладбище (секц. Крематорий, уч. 1).
Виктор Шейнис писал о своём политическом опыте:

«Годы, проведенные в политике, были самыми интересными и, вероятно, самыми противоречивыми в моей жизни. Я не жалею почти ни о чём, что делал в эти годы. Рад, что мы рассчитались (пусть не окончательно и непоследовательно) с одной из худших страниц российской истории — сталинизмом и его продолжением — временем, которое нарекли смешным эвфемизмом „застой“. Сожалею же о многом, чего я сам и мои политические друзья не сумели сделать. Нам не хватило мудрости (а иногда и просто здравого смысла) и сил направить отечественный транзит по иному пути — вроде того, например, по которому пошли Польша или Бразилия. В результате страна имеет то, к чему пришла в начале нового тысячелетия. Многое от нас, вероятно, и не зависело»
Был женат на социологе, кандидате экономических наук Алле Константиновне Назимовой (род. 1932).

## Научные труды
Книги:
- Португальский империализм в Африке после Второй Мировой войны. — М.: Наука, 1969.
- Актуальные проблемы политической экономии современного капитализма / в соавт. с С. И. Тюльпановым. — Л. : Изд-во Ленингр. ун-та, 1973. — 283 с., 1 л. табл.
- Развивающиеся страны: экономический рост и социальный прогресс / отв. ред. и руководитель авторского коллектива совместно с А. Я. Эльяновым). — М., 1983.
- Развивающиеся страны в современном мире: единство и многообразие / ответственный редактор; в соавторстве с И. В. Алешиной и И. Д. Ивановым. — М., 1983.
- Крупные развивающиеся страны в социально-экономических структурах современного мира / ответственный редактор и руководитель авторского коллектива совместно с А. Я. Эльяновым. — М., 1990.
- Экономика развивающихся стран в цифрах. Опыт справочно-статистического исследования. 1950—1985 / в соавторстве с Б. М. Болотиным. — М., 1988.
- За честные выборы. «Яблоко». — М., 1999.
- Взлет и падение парламента: переломные годы в российской политике (1985—1993). Т. 1—2. — М., 2005.
- Власть и закон: Политика и конституции в России в XX—XXI веках. — М.: Мысль, 2014.

Некоторые статьи:
- Избирательный закон: испытание выборами // Выборы. Законодательство и технологии. — 2000. — № 6.
- Выборы и политическое развитие. Выборы президента: итоги и перспективы // Россия в избирательном цикле 1999—2000 гг. — М., 2000.
- Российская Конституция 1993 г. в исторической ретроспективе // Новый исторический вестник. — 2002. — № 3.
- Избирательное законодательство и избирательная практика // Куда идет Россия?.. Формальные институты и реальные практики. — М., 2002.
- Преодоленное и непреодоленное прошлое // Преодоление прошлого и новые ориентиры его переосмысления: Опыт Германии и России на рубеже веков. — М., 2002.
- Российская внешняя политика перед вызовом глобализации // Общественно-политические силы России и Западной Европы и проблемы глобализации. — М., 2002.
- Национальные интересы и внешняя политика России // Мировая экономика и международные отношения. — 2003. — № 4.
- Российский исторический транзит: предварительные итоги // Куда пришла Россия?.. Итоги социетальной трансформации. — М., 2003.
- Национальные интересы, внешняя политика России и мифологемы общественного сознания; Политическая модернизация России и «управляемая демократия» // Глобализация и Россия. Проблемы демократического развития. — М., 2004.
- Четвёртый избирательный цикл. Политическое представление в двух действиях с открытым эпилогом // Пути России: существующие ограничения и возможные варианты. — М., 2004.